# Рафалівка (станція)
Рафа́лівка — проміжна залізнична станція Рівненської дирекції Львівської залізниці на лінії Сарни — Ковель між станціями Антонівка (23 км) та Чорторийськ (13 км)
Розташована у селі Рафалівка Вараського району Рівненської області.

## Історія
Станцію було відкрито 1902 року під такою ж назвою при будівництві залізниці Київ-Пасажирський — Ковель.
На станції зупиняються приміські потяги (№6319/6322 Ковель - Сарни) та потяги далекого сполучення (№113/114 Львів - Харків).

## Галерея

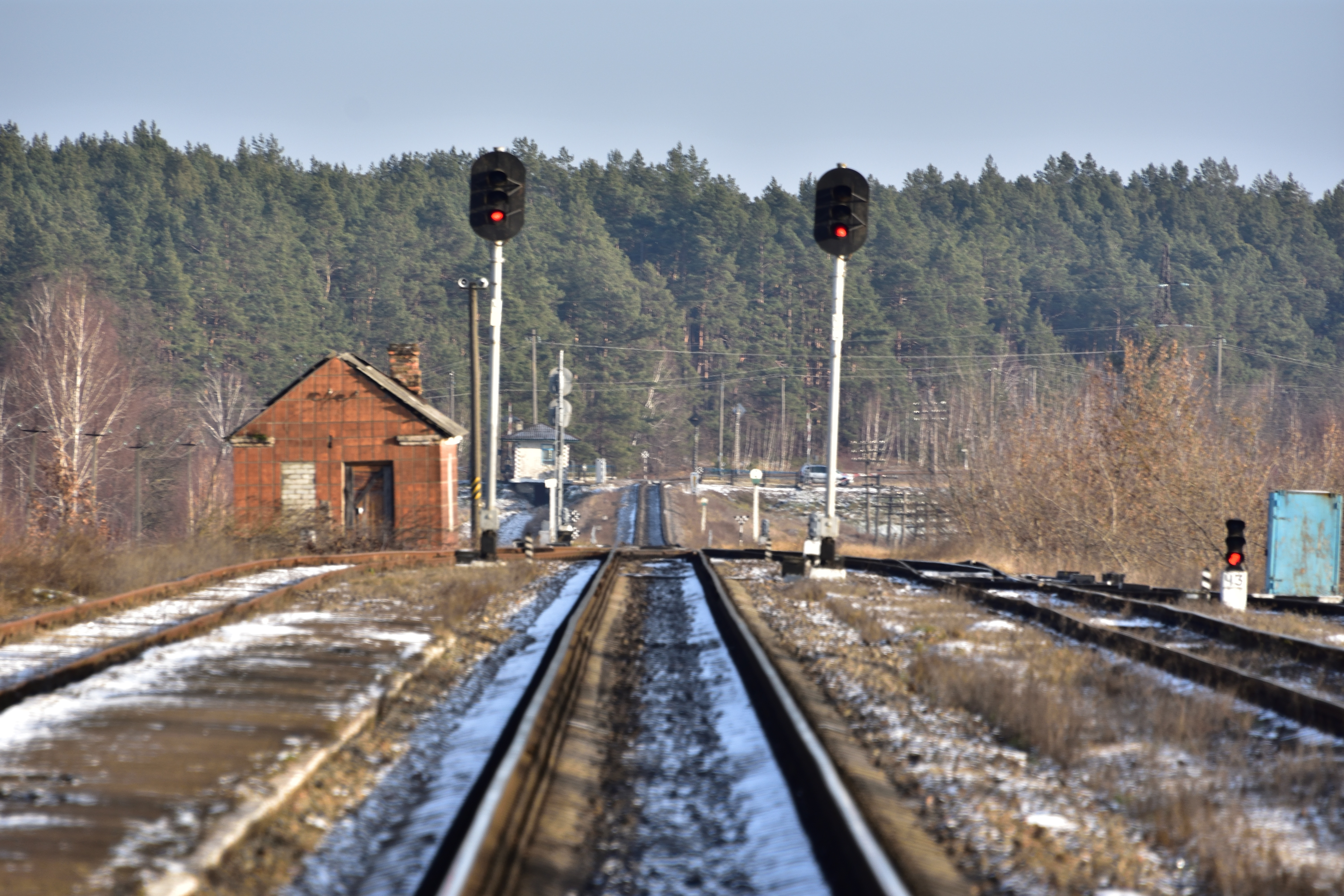
Східна горловина станції
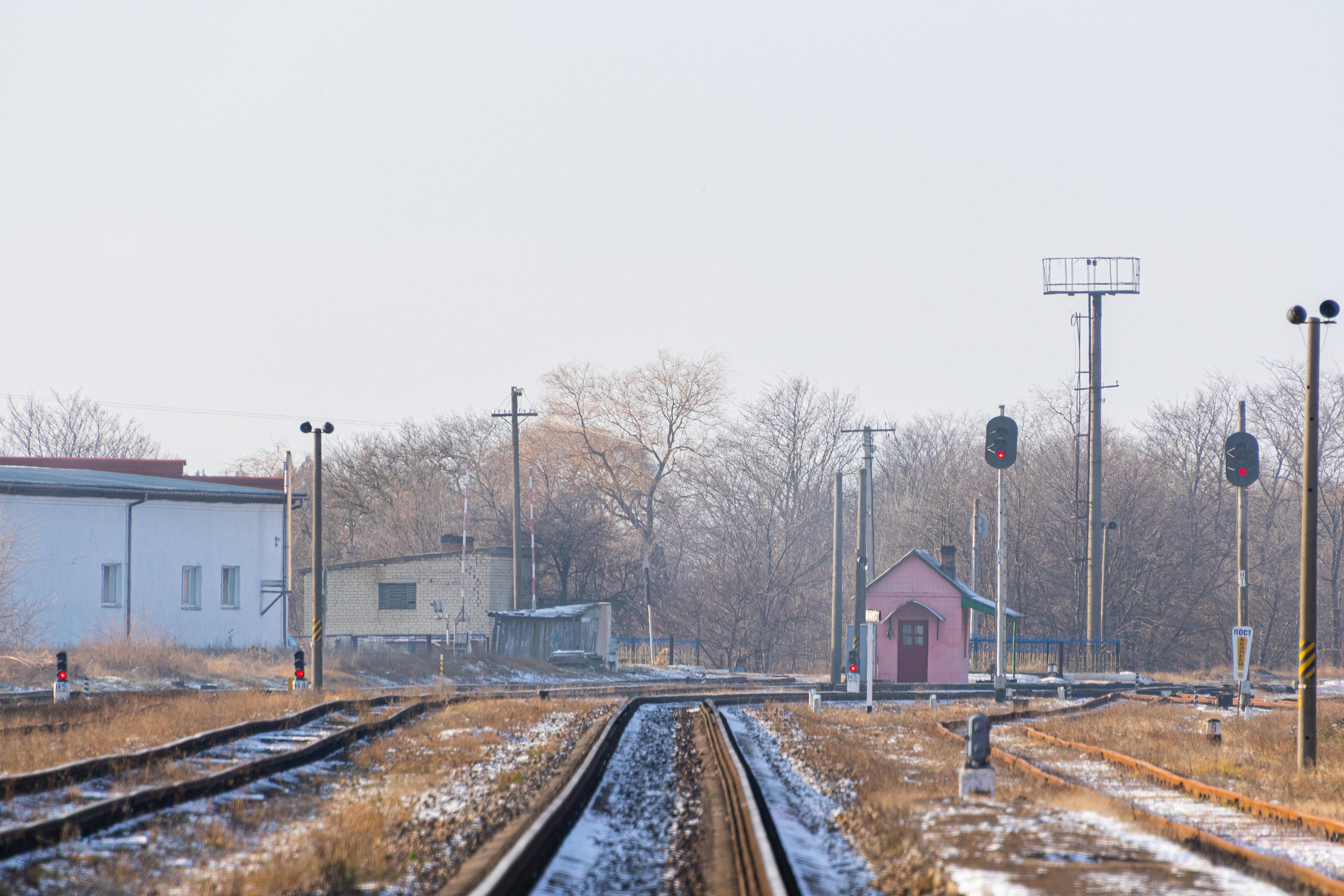
Західна горловина станції
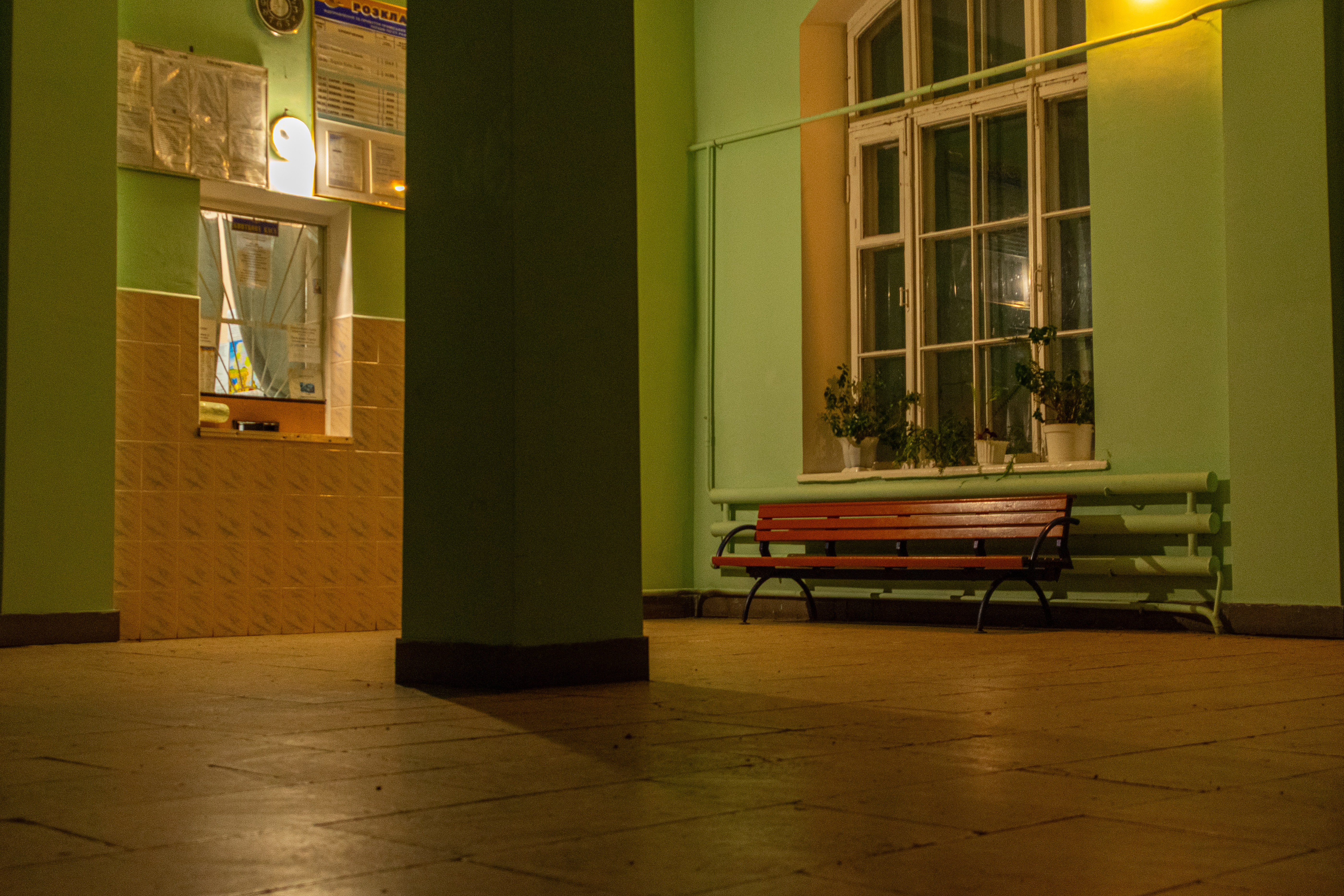
Інтер'єр вокзалу
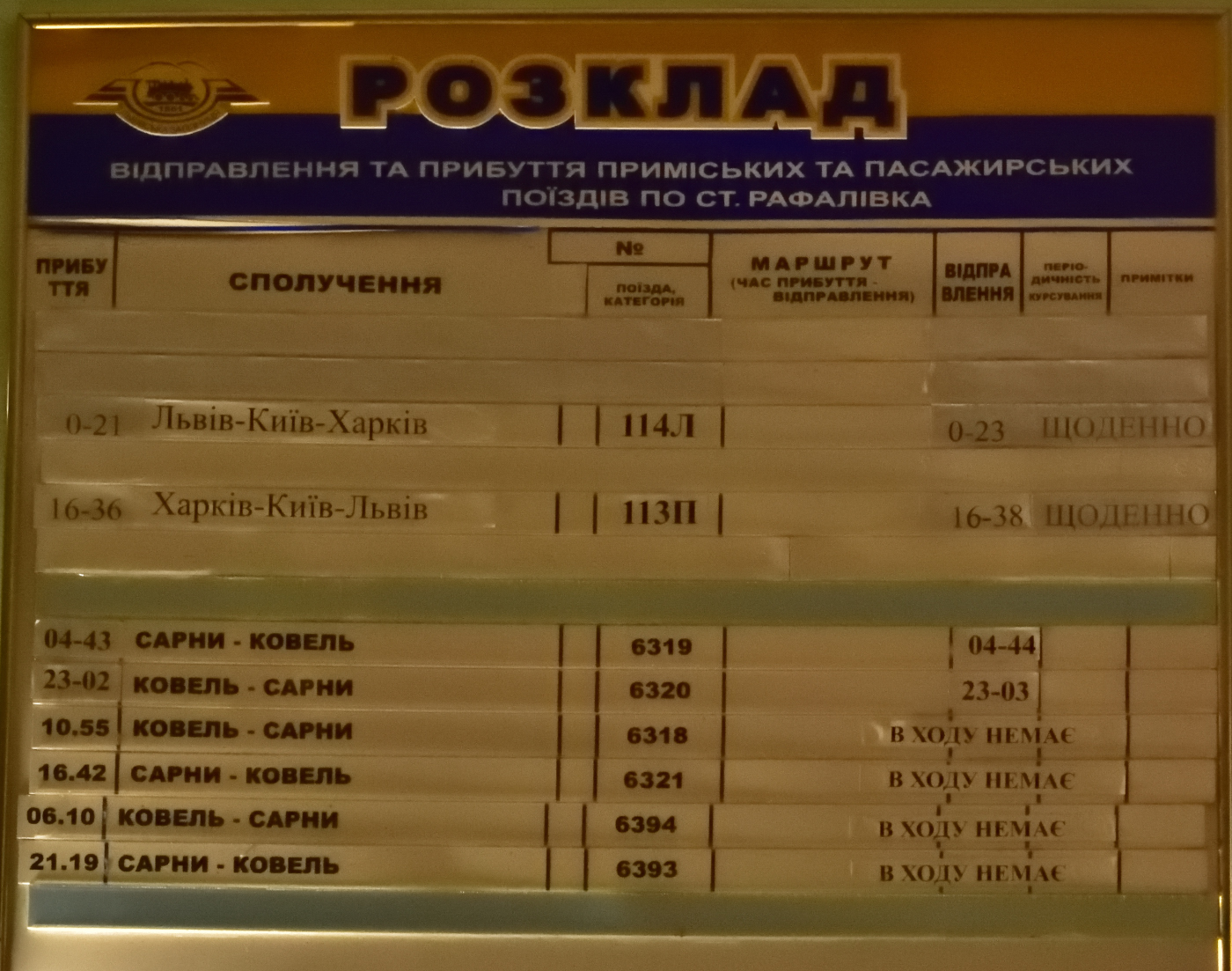
Табло розкладу поїздів